# Эрфурт (округ)
Округ Эрфурт (нем. Bezirk Erfurt) — округ в ГДР, был образован в 1952 году после ликвидации земель на территории Германской Демократической Республики как один из 15 округов.
Он состоял из 13 районов, 2 городов окружного подчинения и 719 коммун:
- Город окружного подчинения Эрфурт
- Город окружного подчинения Веймар
- Район Апольда (выделен из района Веймар)
- Район Арнштадт
- Район Эйзенах
- Район Эрфурт
- Район Гота
- Район Хайлигенштадт
- Район Лангензальца
- Район Мюльхаузен
- Район Нордхаузен
- Район Зёммерда (выделен из района Кёлледа — бывшего Района Экартсберга)
- Район Зондерхаузен
- Район Веймар
- Район Ворбис

В связи с воссозданием земель был ликвидирован в 1990 году.